# Metachrostis chalcoscripta
Metachrostis chalcoscripta is een vlinder uit de familie spinneruilen (Erebidae). De wetenschappelijke naam is voor het eerst geldig gepubliceerd in 2011 door Hacker.
De soort komt voor in tropisch Afrika.